# Fiano Romano
Fiano Romano – miejscowość i gmina we Włoszech, w regionie Lacjum, w prowincji Rzym.
Według danych na rok 2004 gminę zamieszkiwało 8313 osób, 202,8 os./km².